# Kŭmdang sa
Kŭmdang sa (금당사) – koreański klasztor z początków IX wieku.

## Historia klasztoru
Klasztor został wybudowany w 814 roku podczas panowania króla Hŏndŏka z dynastii panującej w królestwie Silli. Znajduje się na górze Mai (góra Końskiego Ucha) w powiecie Chinan w prowincji Chŏlla Północna. Góra Mai jest częścią Prowincjonalnego Parku góry Mai i klasztor jest często odwiedzany przy okazji wędrówek po parku, zwłaszcza że znajduje się w okolicy (na północnym wschodzie) słynniejszy klasztor T'ap. W dodatku po minięciu jeziora T'apyŏng i T'ap sa dochodzi się do małego klasztoru Ŭnsu.
W tym klasztorze praktykował przez jakiś czas mistrz sŏn Naong Hyegŭn. Ukrywała się w nim także córka generała Chŏna Pongchuna, przywódcy powstania zwanego Chłopską Rewolucją Donghak w 1894 roku.
W latach kolonialnego podboju Korei przez Japonię (1911–1945) klasztor ten stał się jedną z baz grup partyzanckich walczących z okupantem.

## Obiekty architektoniczne i inne
- Kŭmdangsamokbuljwasang (Posąg siedzącego Buddy z Kŭmdang sa) - Cenna Kulturalna Własność nr 18

Jest to statua buddy Amitabhy pochodząca być może z okresu Silii (668-935). Jednak pewne cechy tej rzeźby - łagodny wyraz twarzy, zaokrąglone ciało - wskazują na to, że pochodzi ona raczej z około 1675 roku. Takie cechy jak kwadratowa twarz, mniejsze ramiona i prosty styl szat są natomiast charakterystyczne dla buddyjskich wyobrażeń z późnego okresu Chosŏn (1392–1910).
- Kŭmdangsasŏkt'ap (Kamienna stupa z Kŭmdang sa) - Wartość Kultury Materialnej nr 122

- Wiszący obraz przedstawiający bodhisattwę Kwanŭm (chiń. Guanyin), skt Awalokiteśwara) - Skarb nr 1266

Obraz pochodzi z 1686 roku i był wywieszany przy okazji różnych ceremonii. Najczęściej był używany podczas suszy i wiadomo, że po skończeniu ceremonii zawsze spadał deszcz. Mierzy 9 metrów długości i 5 metrów szerokości. Został namalowany przez trzech artystów w 12 roku panowania króla Sukjonga.
Na głowie bodhisattwy znajduje się korona udekorowana kilkoma twarzami Buddów nad kwiatami lotosu. Po lewej i prawej stronie przedstawione są wyobrażenia feniksów. Charakterystyczną cechą bodhisattwy jest stosunkowo duża głowa w porównaniu z resztą ciała. W dłoniach trzyma gałązki drzewa Yonghwasu.
Najbardziej rzucają się w oczy wspaniale ozdobione szaty, pełne ornamentów, wzorów i różnych kształtów. Głównym kolorem jest szkarłat, dopełniony zieleniami, różami i bielą.
Po prawej i lewej stronie znajdują się rzędy wspaniale kolorowych wzorów w kształcie płomieni, w których znajdują się postacie 20 buddyjskich bóstw.

## Adres klasztoru
- Geumdangsa, 41 Dongchon-ri, Maryeong-myeon Jinan-gun Jeollabuk-do, South Korea

## Galeria

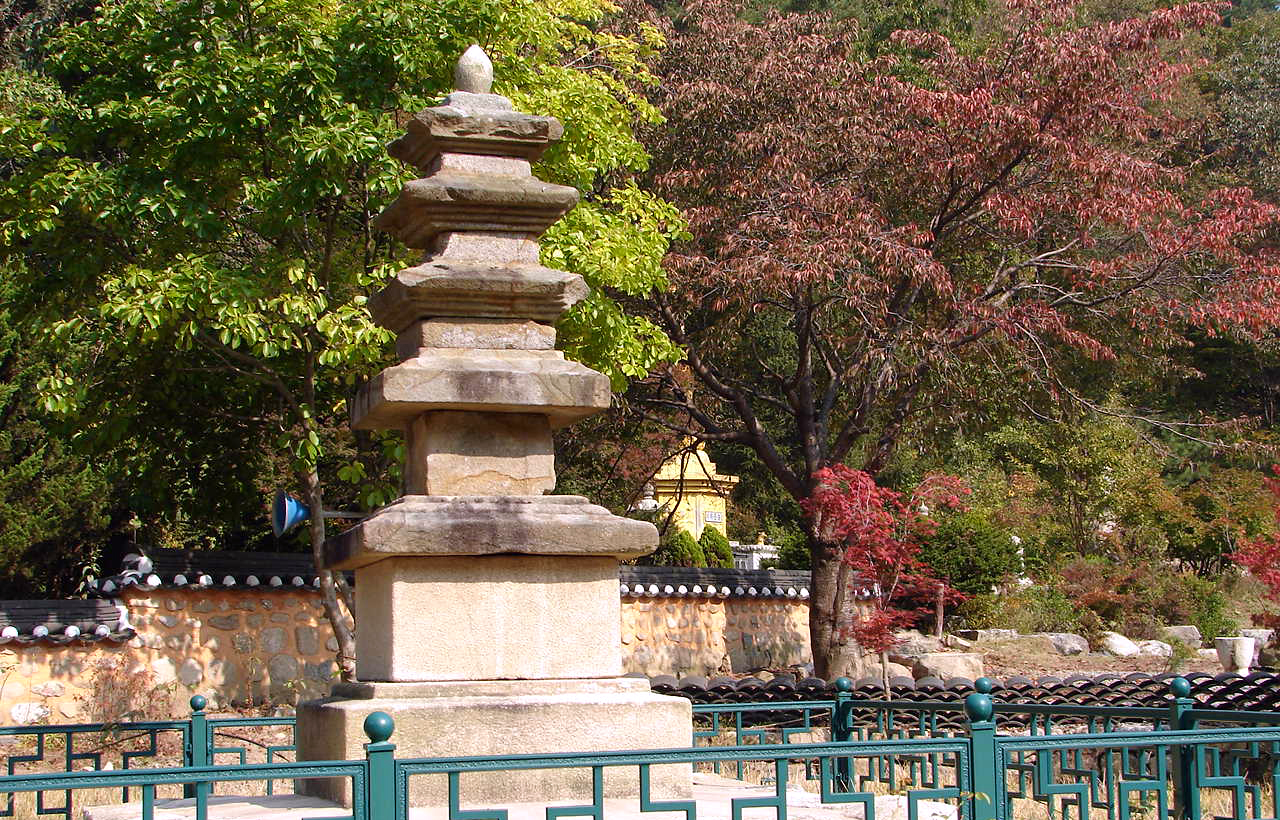
Kamienna stupa
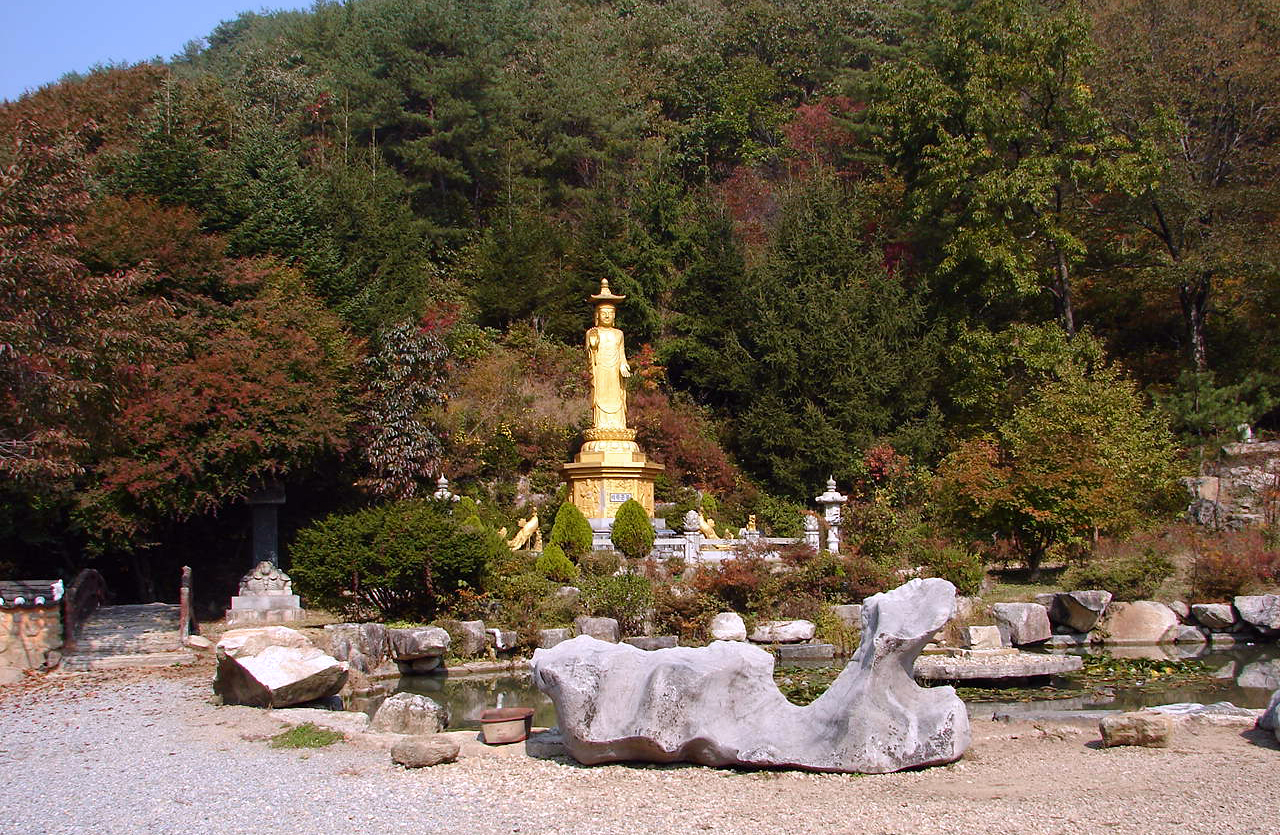
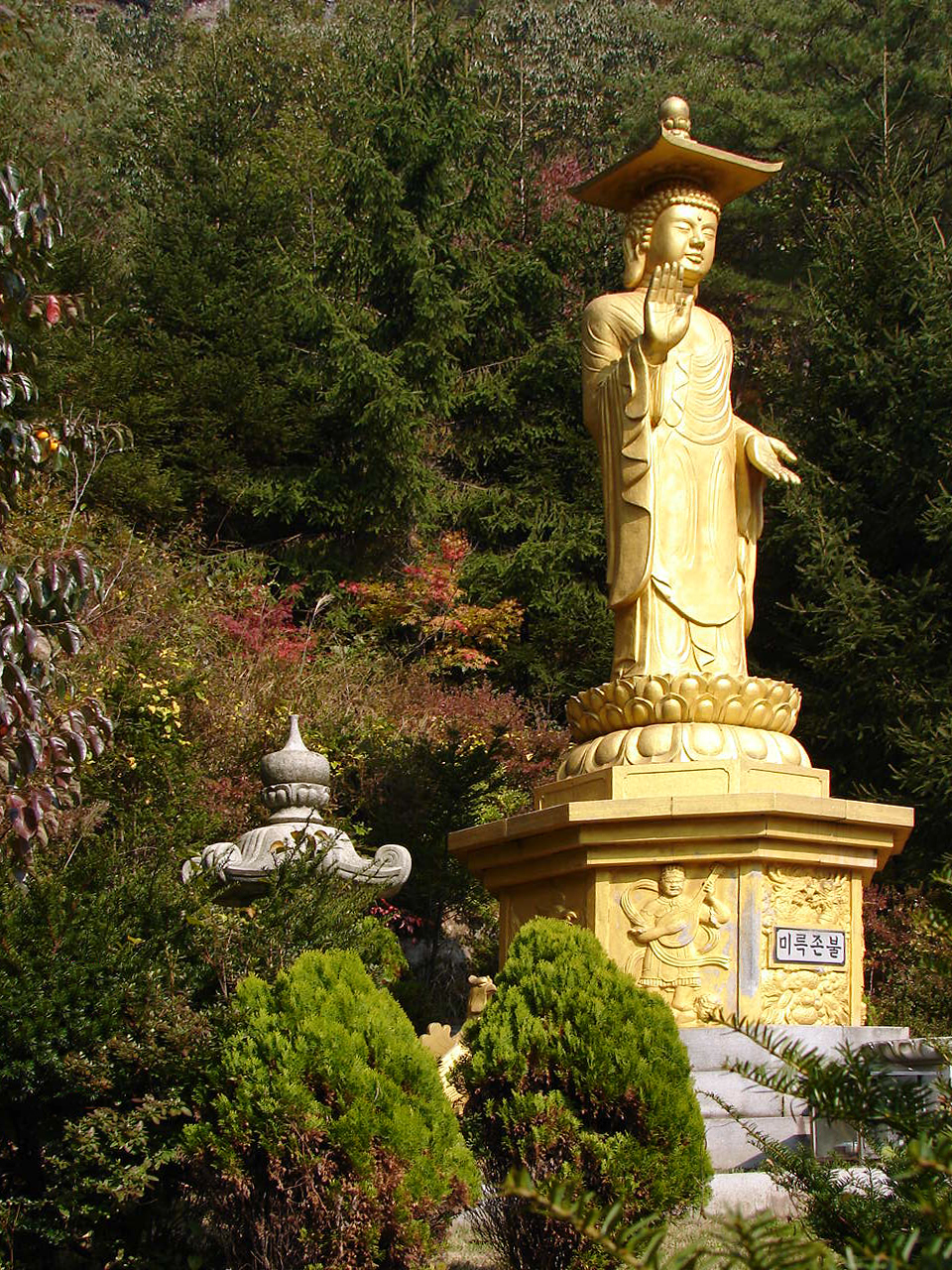
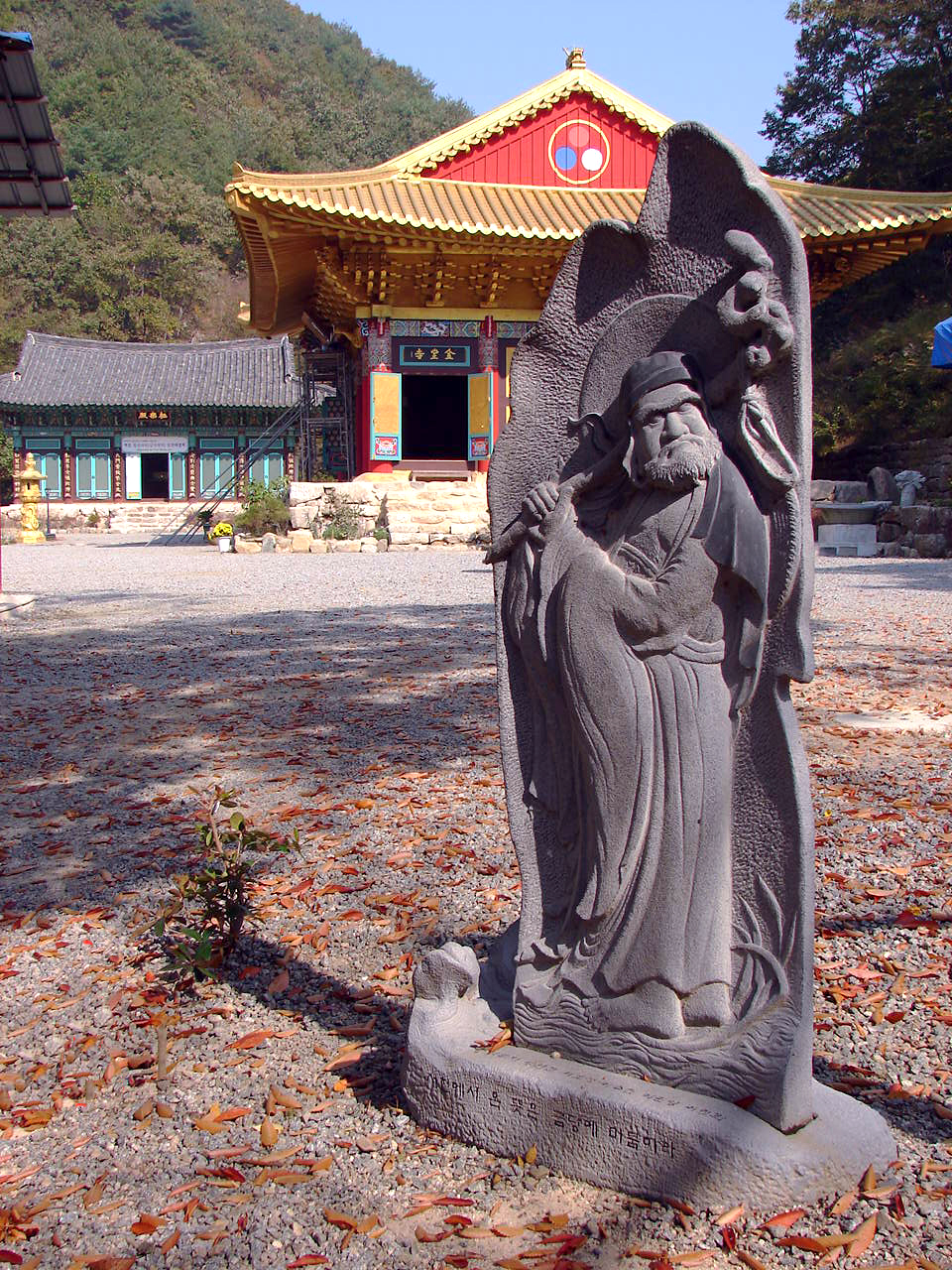
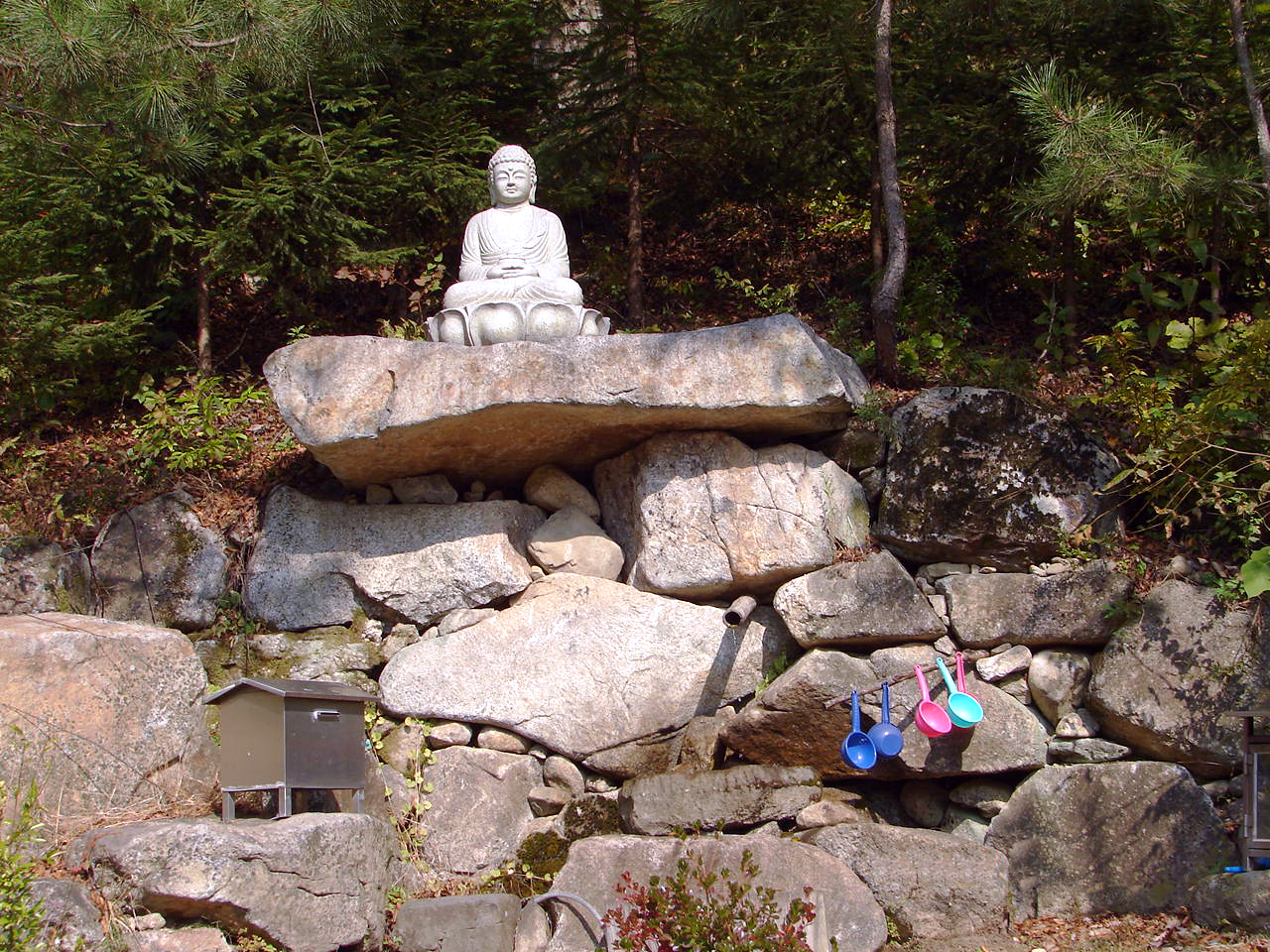
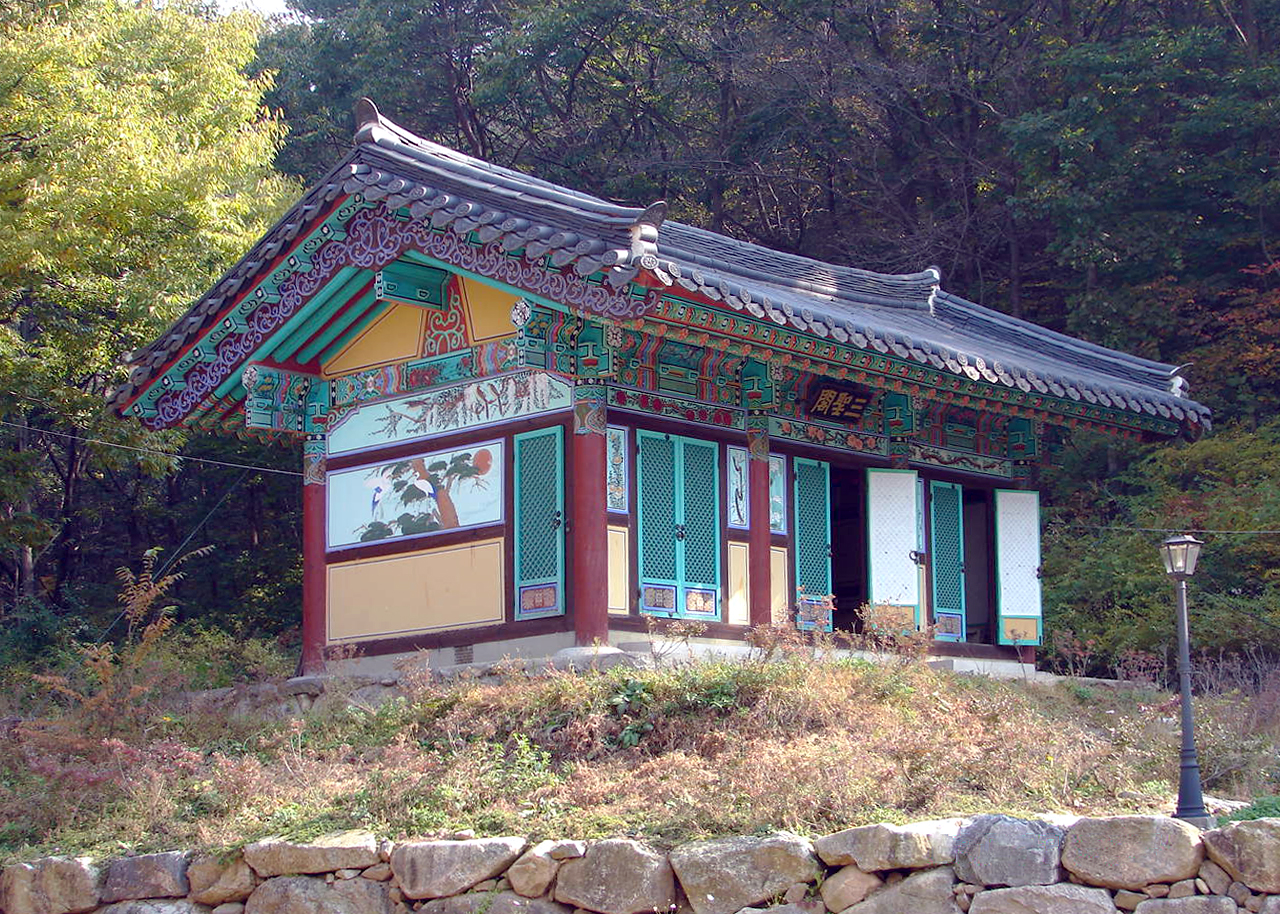
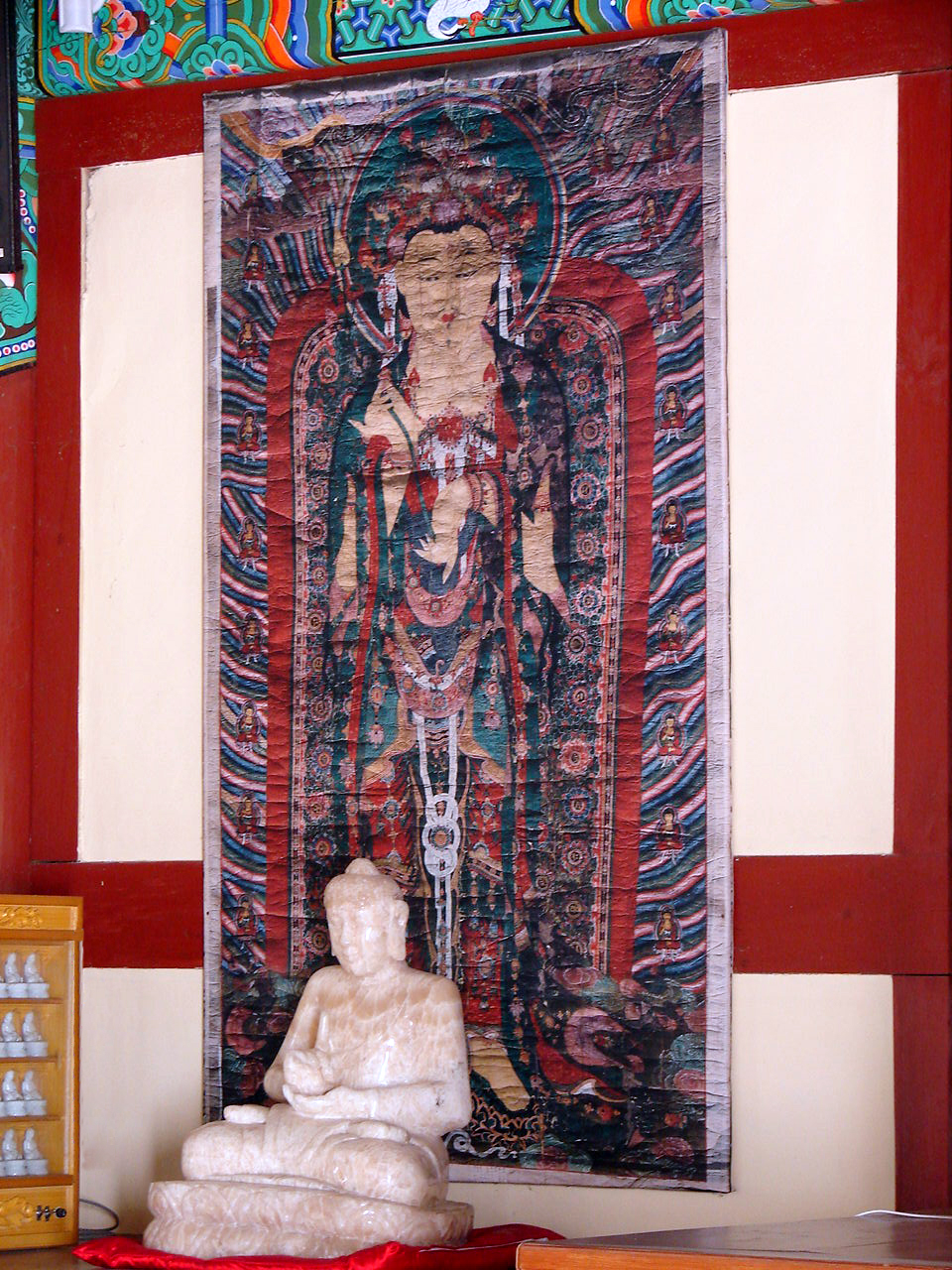
Obraz bodhisattwy Awalokiteśwary
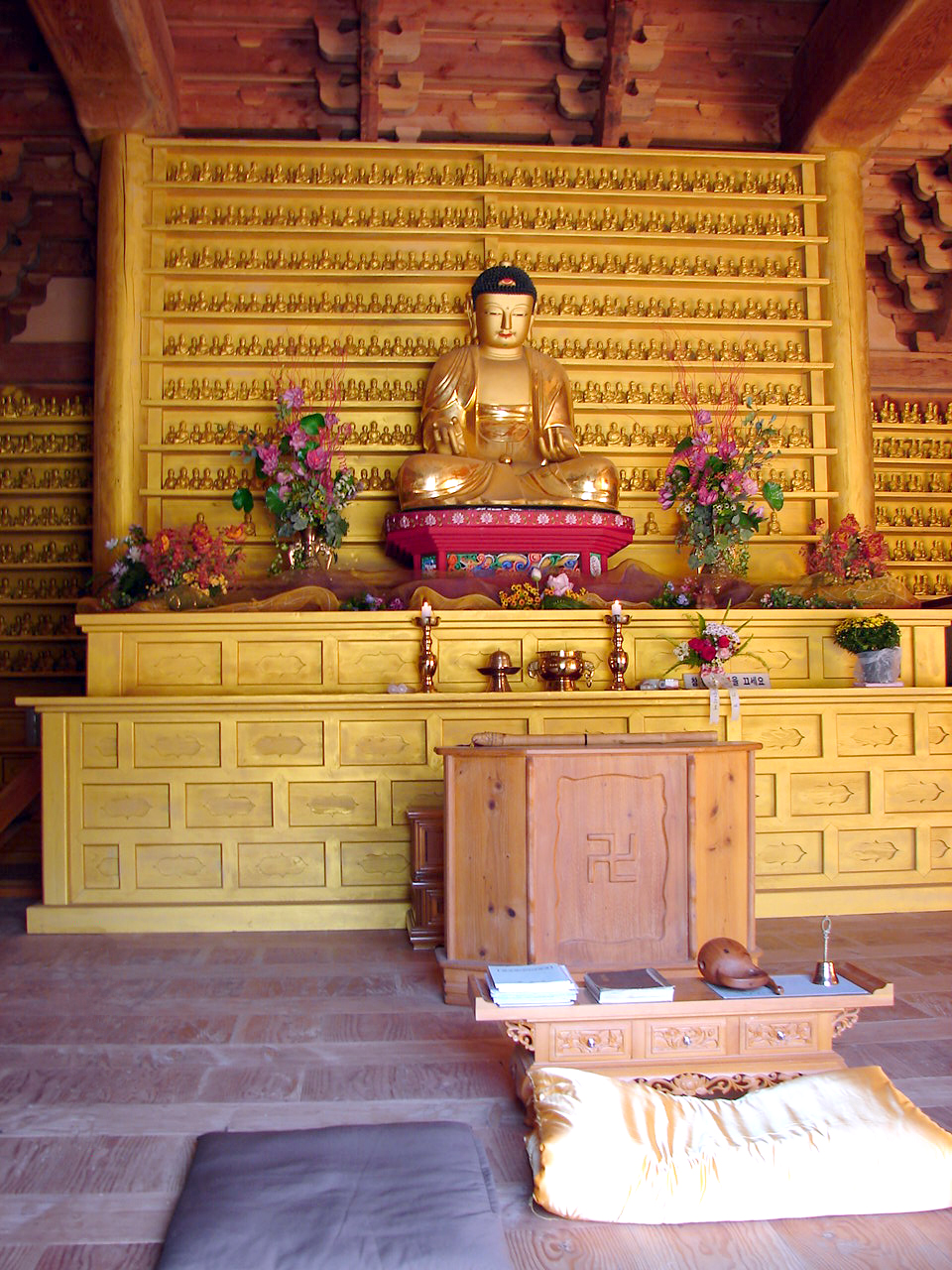
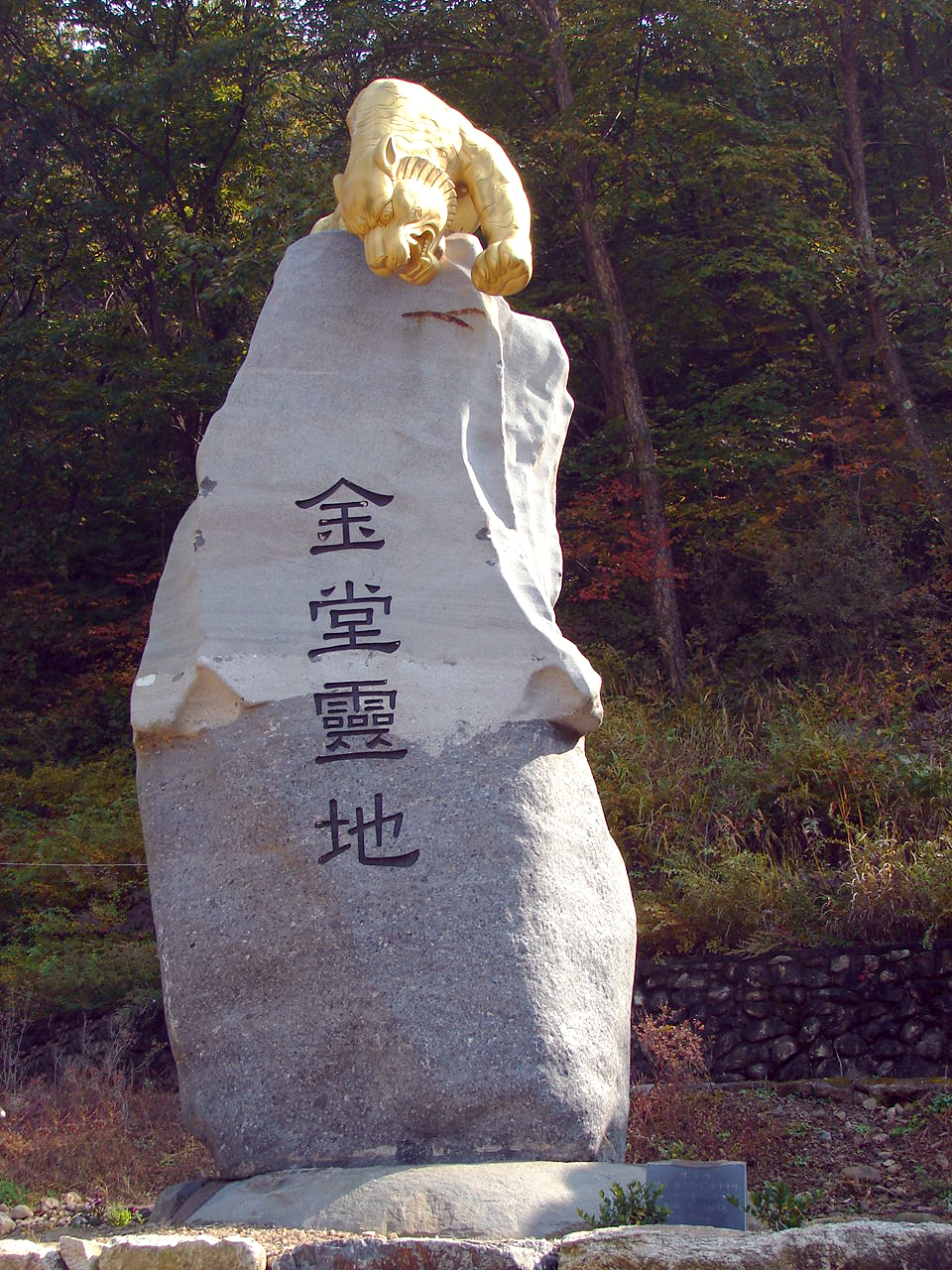
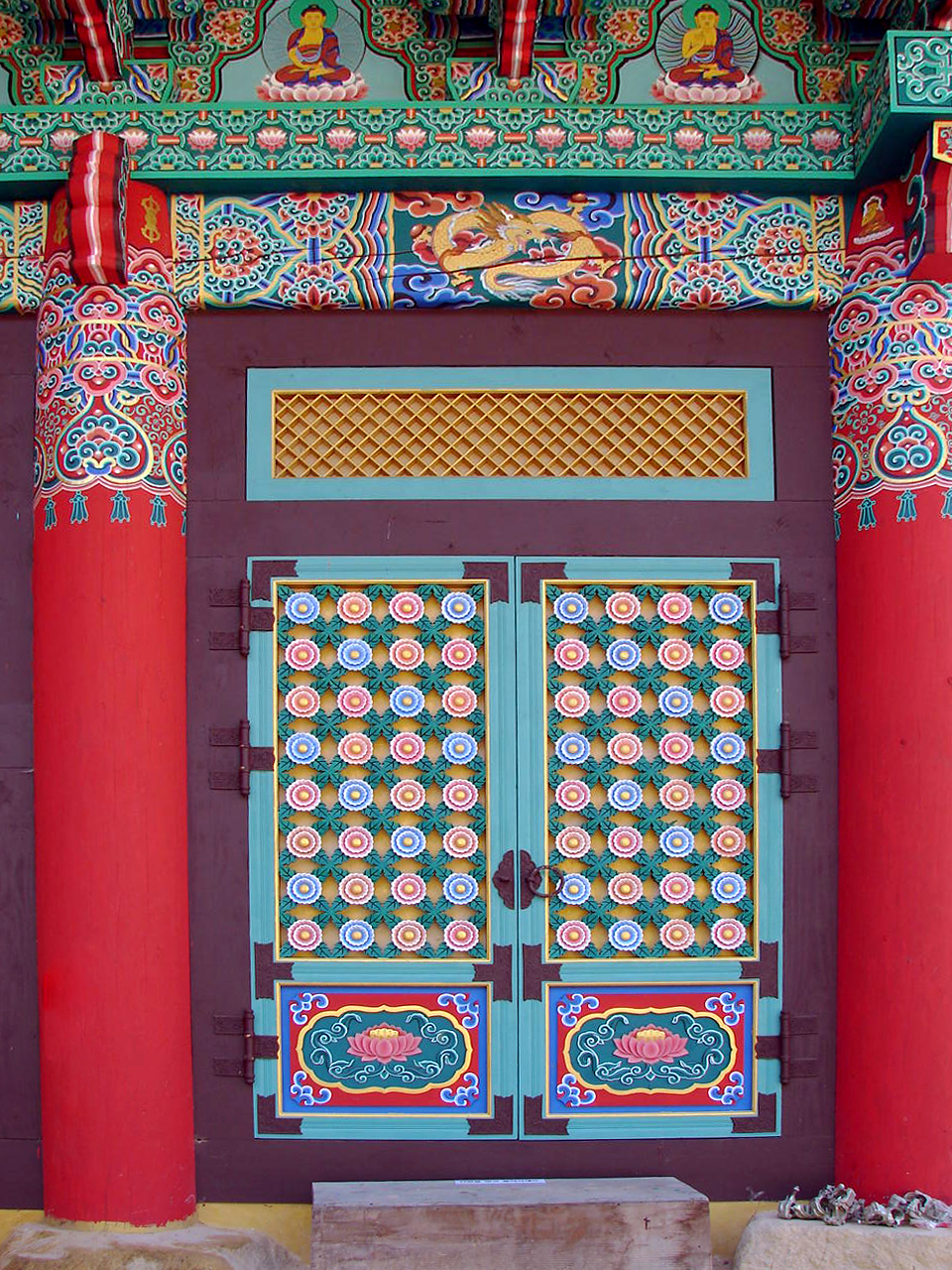
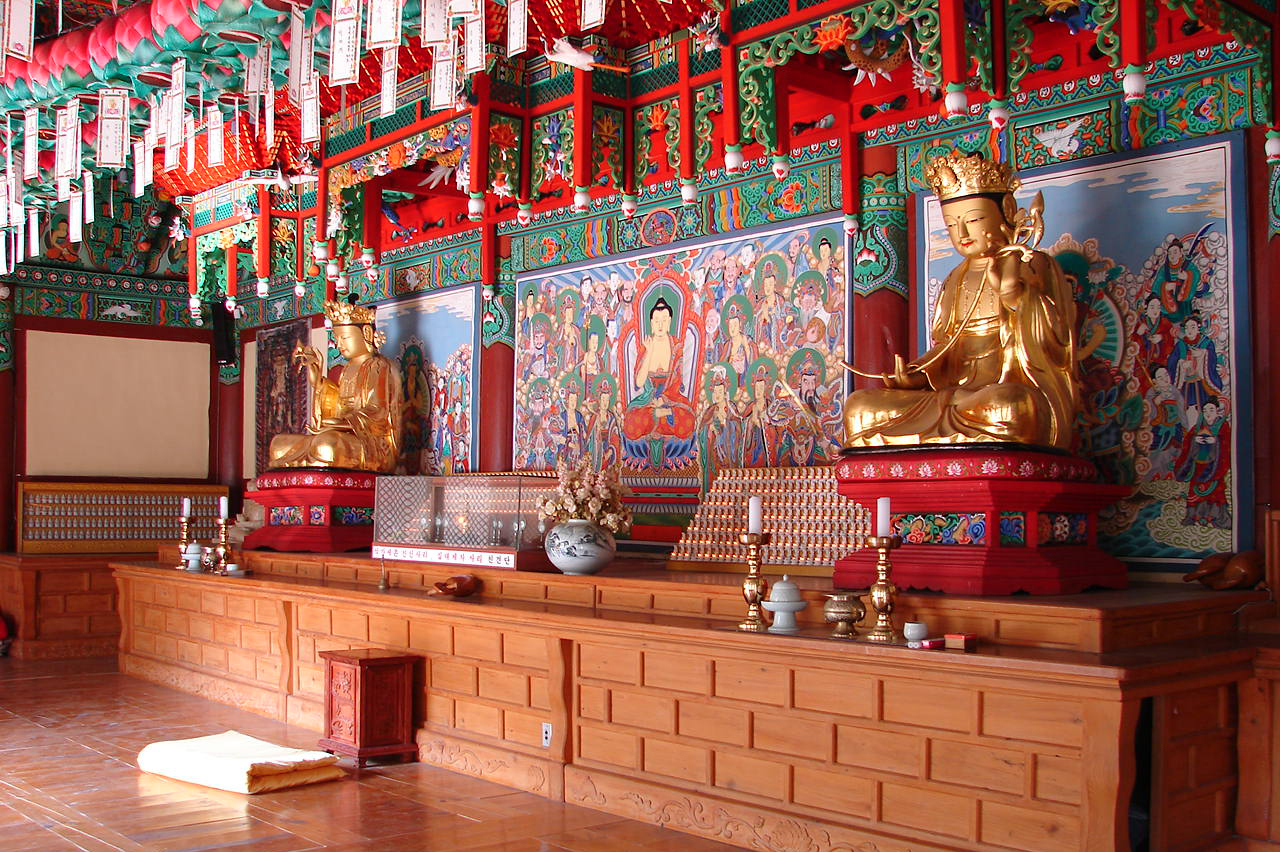
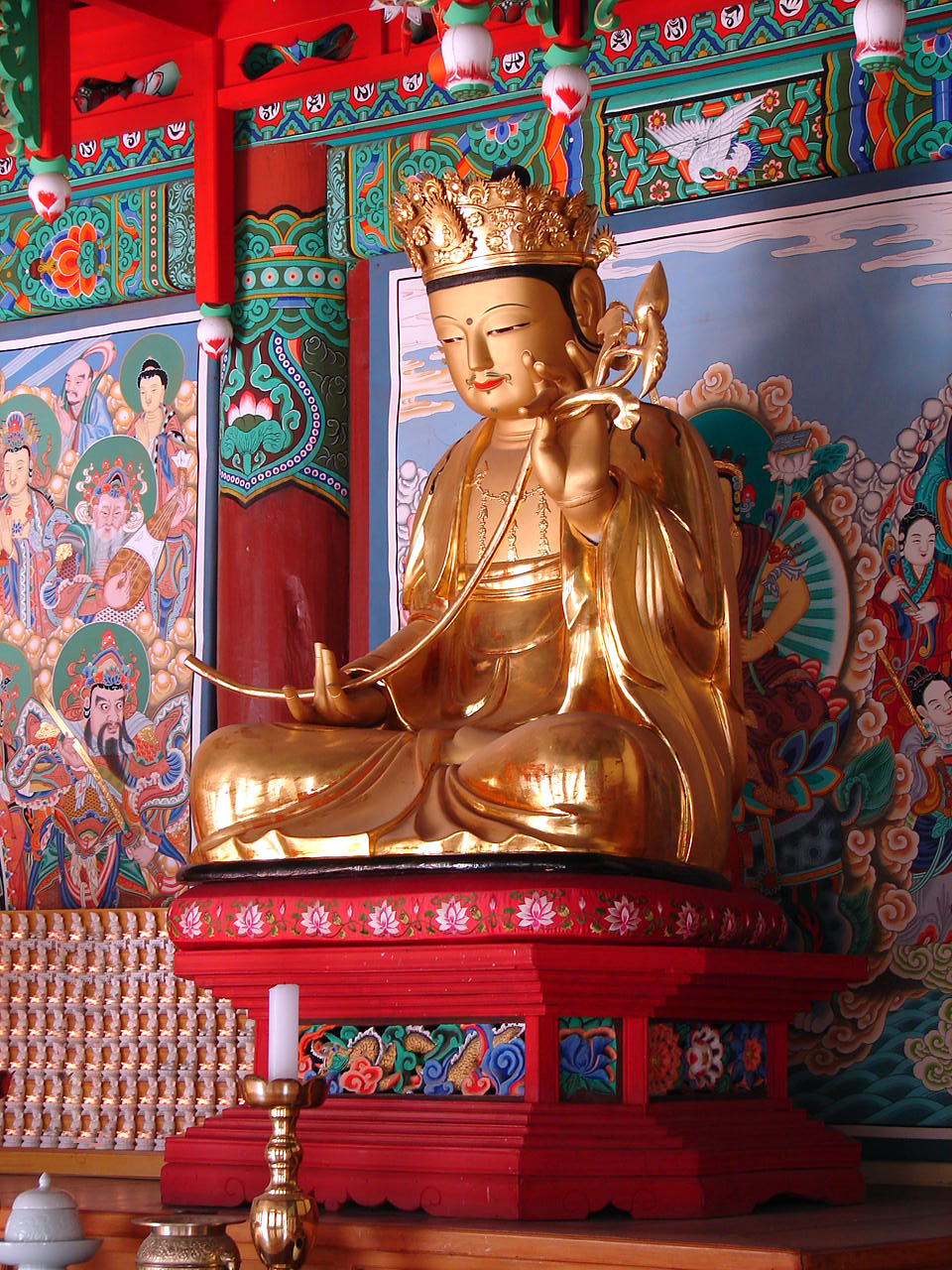
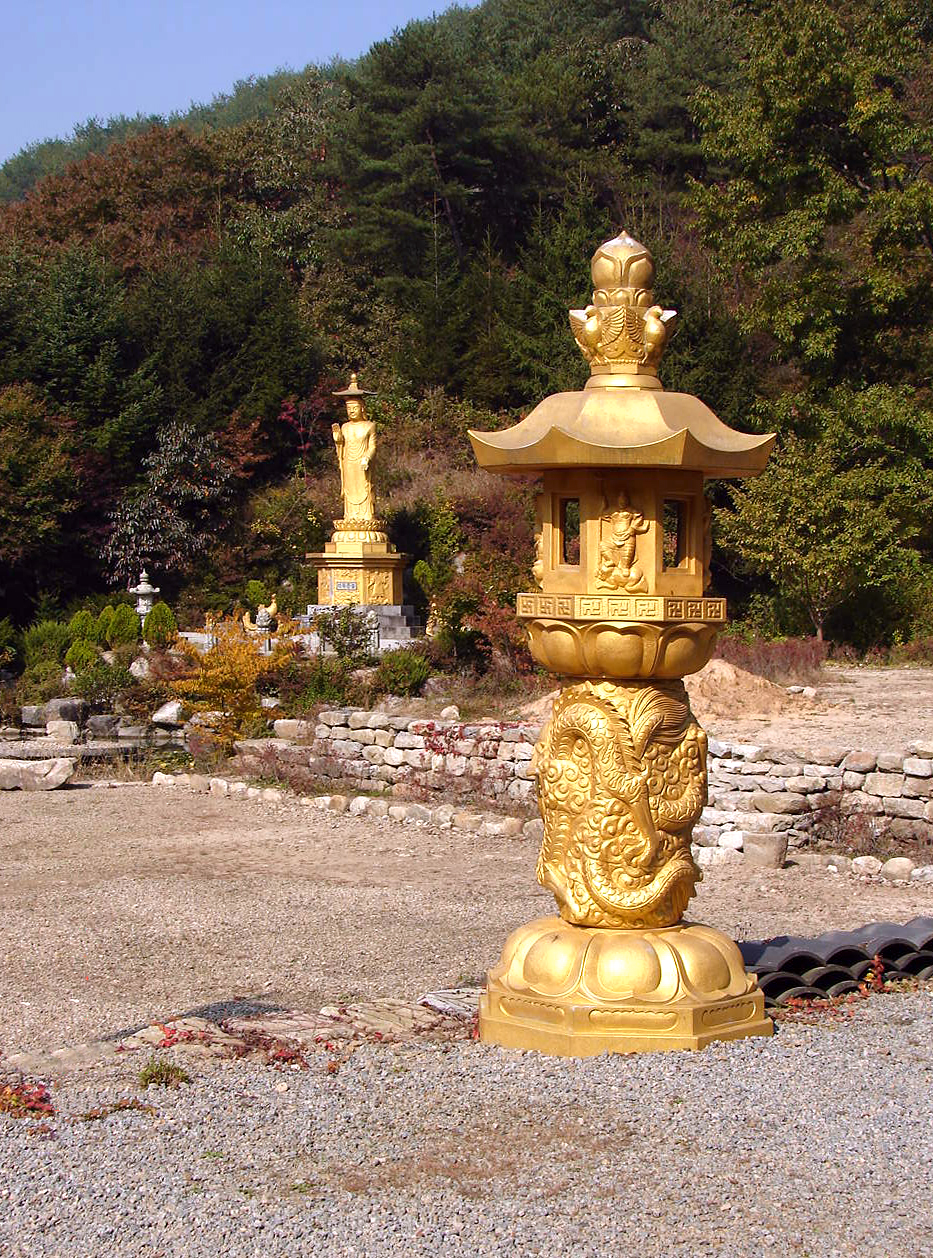
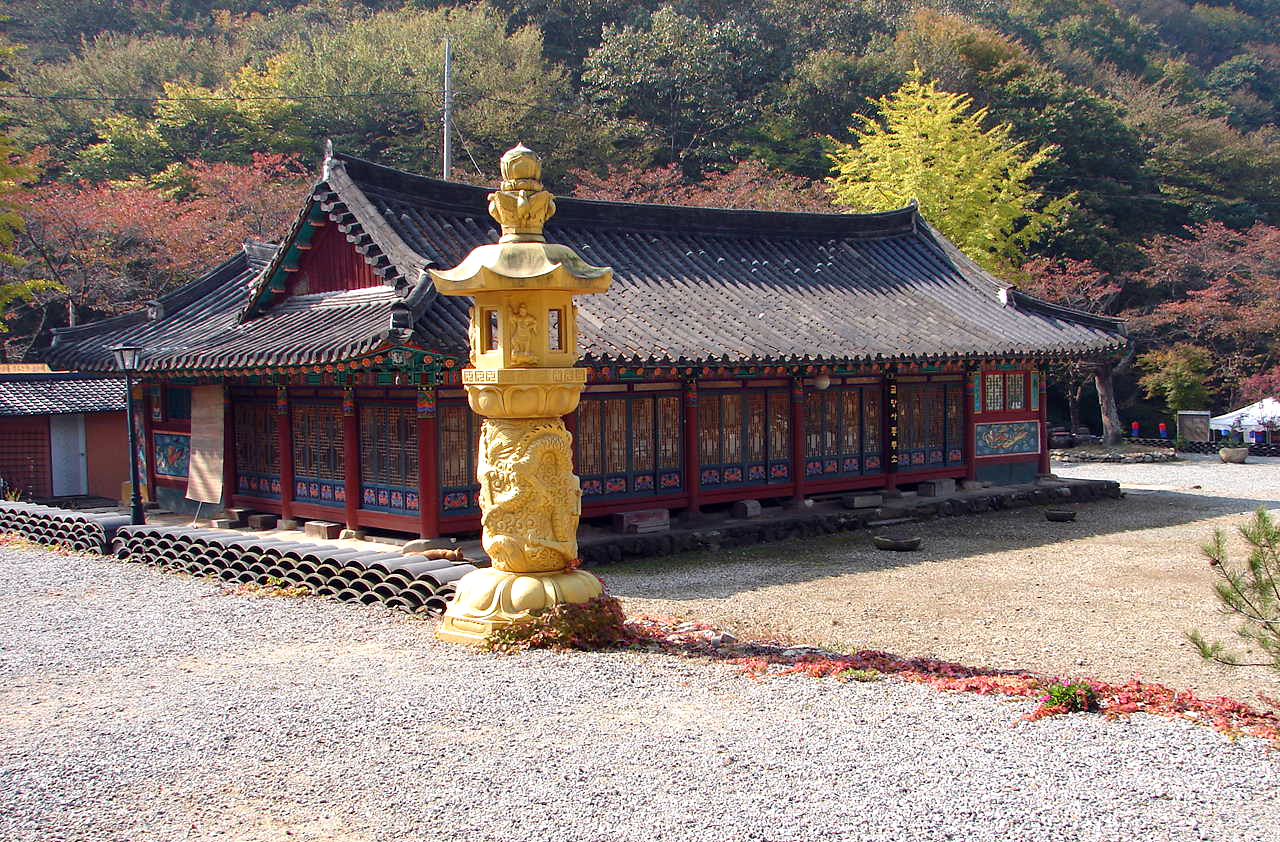
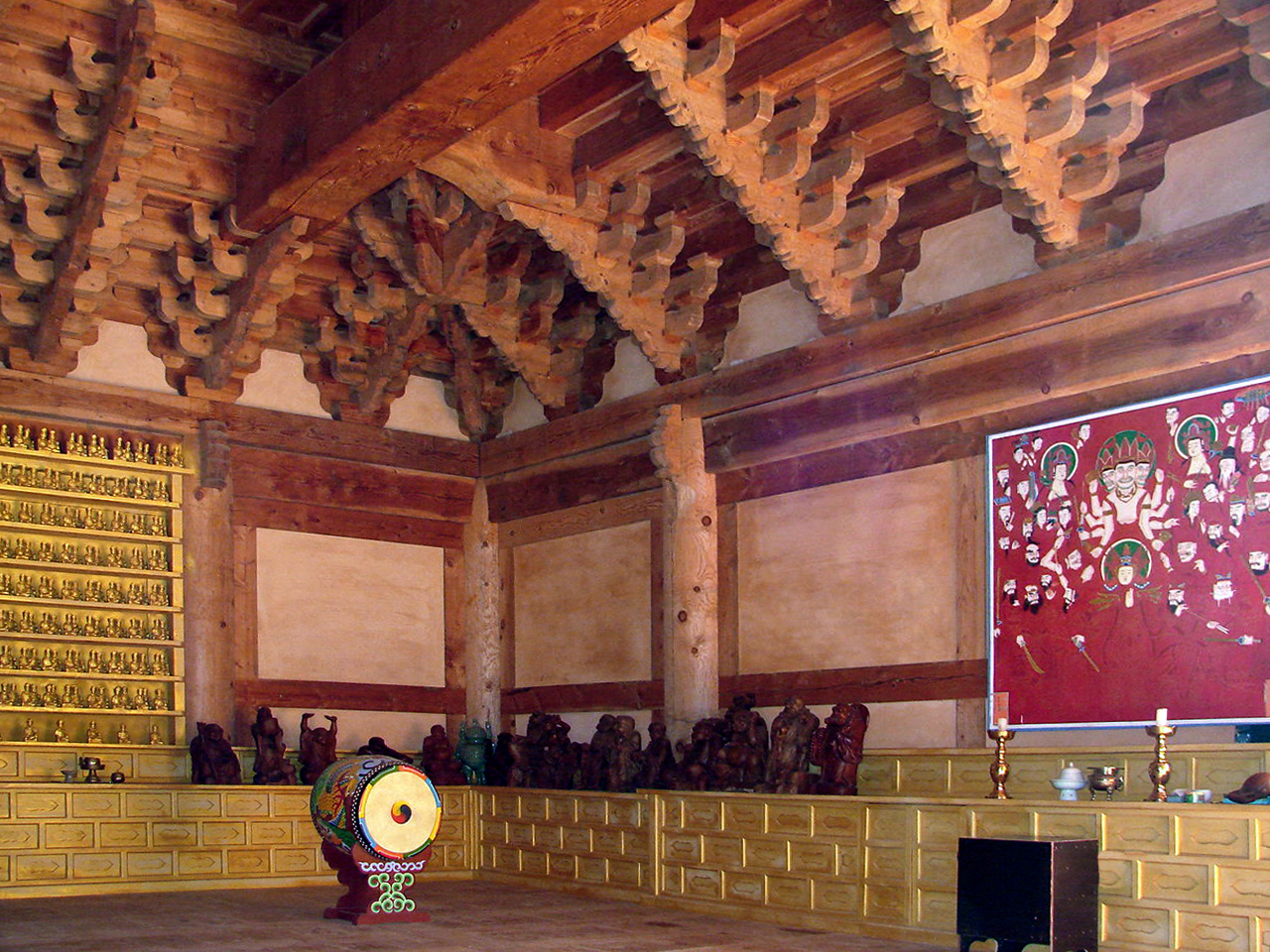
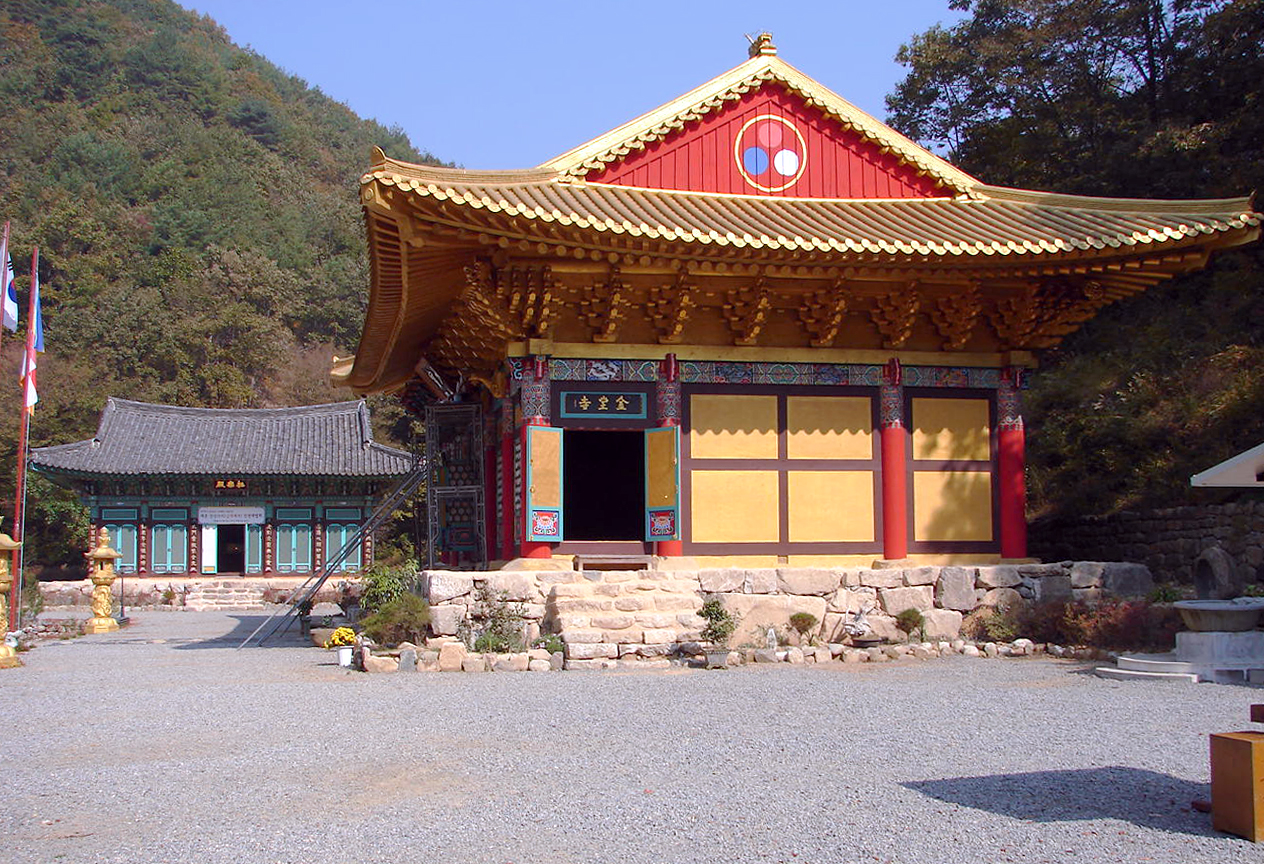
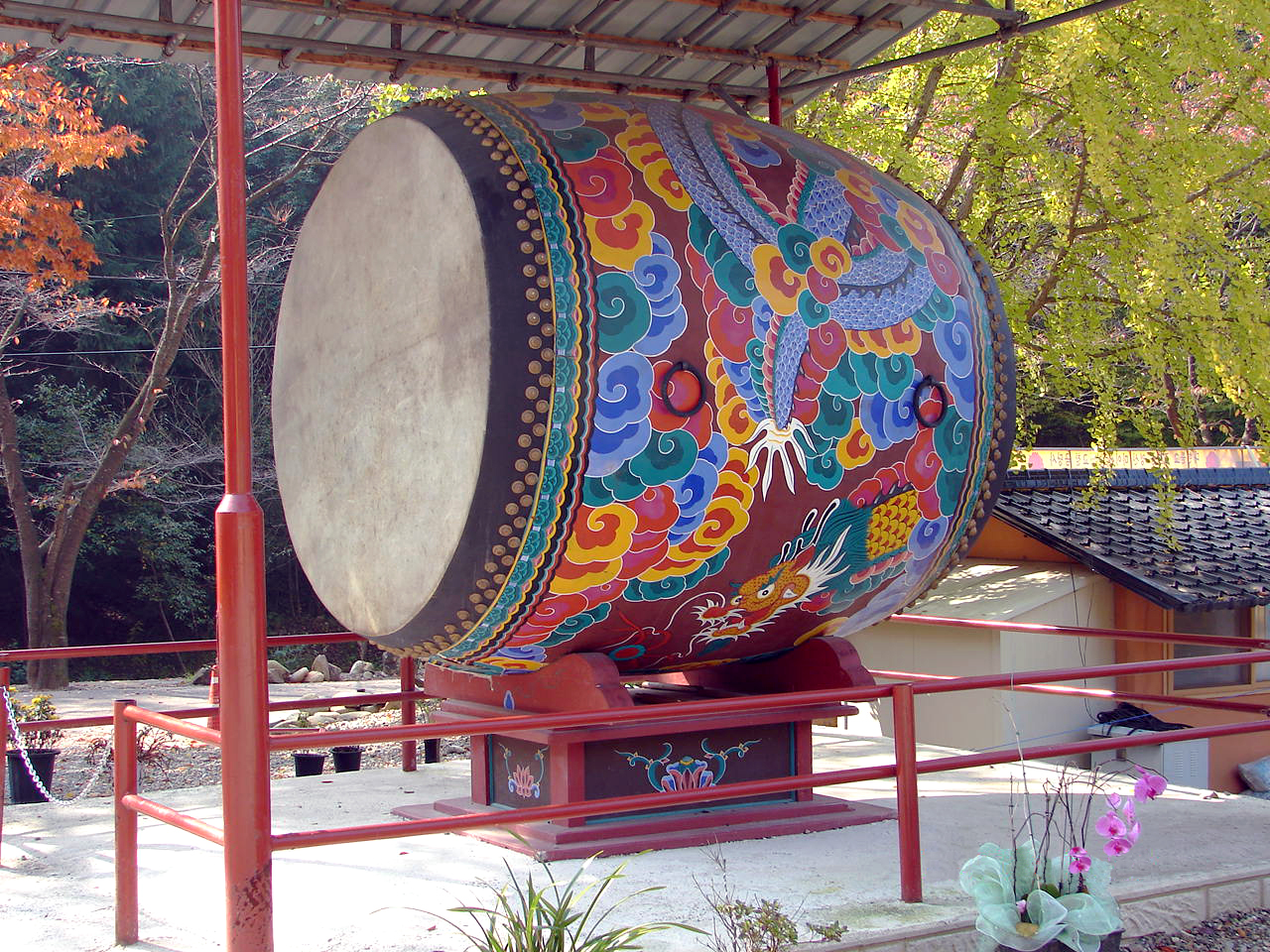